# Chejroskopia
Chejroskopia – dział techniki kryminalistycznej, pokrewny do daktyloskopii, zajmujący się badaniem linii papilarnych znajdujących się na krawędziach palców oraz na wewnętrznych częściach dłonii.